# 耶德瓦布內猶太會堂

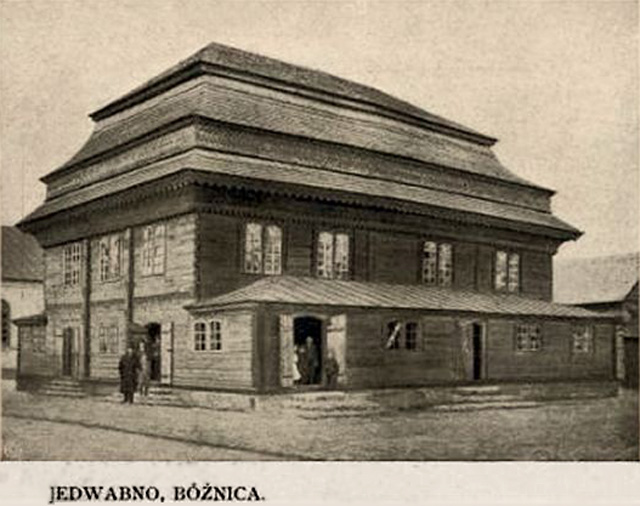

耶德瓦布內猶太會堂（意第緒語：‎）是波蘭城市耶德瓦布內的一座猶太會堂，修建於1770年。這座猶太會堂是波蘭木質猶太會堂的代表作，但在1913年被大火燒毀。